# Nadars Porträtfoto von Sarah Bernhardt

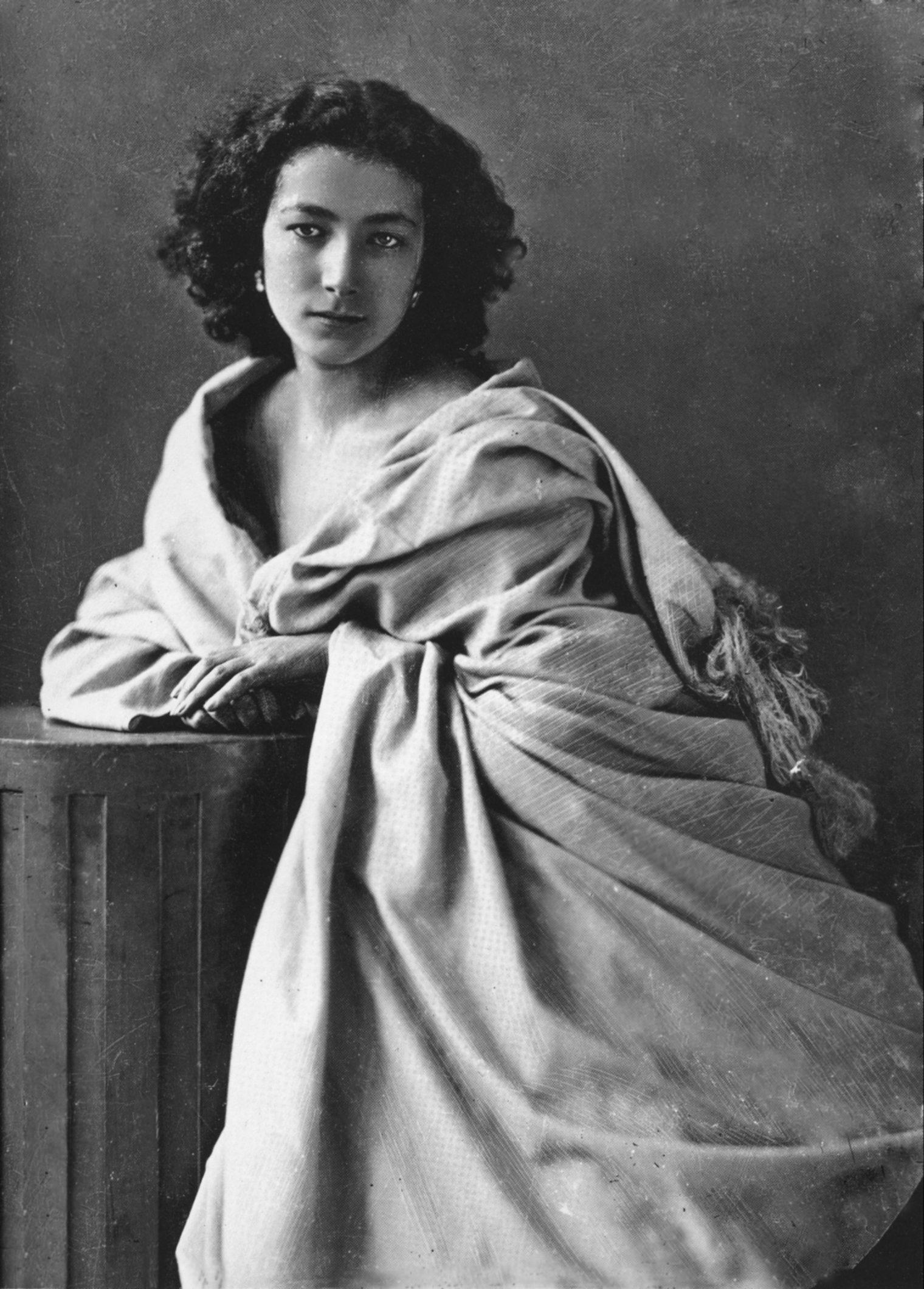
Porträtfoto von Sarah Bernhardt, aufgenommen von Nadar

Nadars Porträtfoto von Sarah Bernhardt ist ein Werk des französischen Fotografen, Karikaturisten und Schriftstellers Nadar (1820–1910, eigentlich Gaspard-Félix Tournachon).
Die Porträtfotografie zeigt die junge, noch unbekannte Schauspielerin Sarah Bernhardt (1844–1923) und entstand vermutlich 1859/1860. Heute befindet sich das Meisterwerk in der Sammlung des Musée d’Orsay in Paris (Inventarnummer PHO 1983 165 131). Es ist auch ein Abzug von 1864 erhalten.
Die Fotografie ist 21,6 cm hoch und 17,2 cm breit. Sie ist ein Salzpapierabdruck eines Kollodium-Glasnegativs.
Die junge Schauspielerin lehnt sich auf einen Säulenstumpf. Das Gesicht wird von dunklen Locken eingerahmt. Sie scheint den Blick des Betrachters zu erwidern. Ein helles Gewand, in Falten drapiert, hüllt die zarte Figur ein. Das Licht bescheint Bernhardt von links oben. Der Bildaufbau ist eine Dreieckskomposition mit Bernhardts Kopf als höchstem Punkt.